# Троснянский район
Тросня́нский райо́н — административно-территориальная единица (район) и муниципальное образование (муниципальный район) в Орловской области России.
Площадь — 769,65 км². Население — 7739 чел. (2023). Административный центр — село Тросна.

## География
Район расположен на юге Орловской области. Граничит с Дмитровским, Кромским, Глазуновским районами Орловской области, а также с Железногорским, Фатежским и Поныровским районами Курской области.
Время
Троснянский район, как и вся Орловская область, находится в часовой зоне МСК (московское время). Смещение применяемого времени относительно UTC составляет +3:00.

### Климат
Климат района умеренно—континентальный (в классификации Кёппена — Dfb). Удалённость от моря и  взаимодействующие между собой северо-западные океанические и восточные континентальные массы воздуха определяют характер погоды. Зима умеренно прохладная. Периодически похолодания меняются оттепелями. Лето неустойчивое, со сменяющимися периодами сильной жары и прохлады.
Атмосферные осадки выпадают в умеренном количестве, по месяцам распределяются неравномерно — наибольшее их количество выпадает в летнее время.
Водные ресурсы
Основные реки — Свапа, Белый Немёд, Турейка, Ракитня, Тросна.
Михайловское водохранилище на реке Свапа.

## История
Район образован 30 июля 1928 года в составе Орловского округа Центрально-Чернозёмной области. 

В январе 1931 года район был упразднён, его территория передана Кромскому району. 

18 января 1935 года Троснянский район восстановлен уже в составе Курской области. 

13 июля 1944 года район передан в состав Орловской области. 

В феврале 1963 года район был снова ликвидирован, его территория вошла в состав Кромского сельского района. 

23 августа 1985 года район был второй раз восстановлен за счёт разукрупнения Кромского района.

## Население
| 1939   | 1944    | 1959    | 1989    | 2002    | 2009    | 2010    | 2012  | 2013  |
| ------ | ------- | ------- | ------- | ------- | ------- | ------- | ----- | ----- |
| 34 436 | ↘22 706 | ↗29 103 | ↘14 102 | ↘12 453 | ↘11 509 | ↘10 302 | ↘9998 | ↘9847 |
| 2014   | 2015    | 2016    | 2017    | 2018    | 2019    | 2020    | 2021  | 2023  |
| ↘9630  | ↘9359   | ↘9147   | ↘9009   | ↘8855   | ↘8717   | ↘8564   | ↘7948 | ↘7739 |

### Национальный состав
По итогам переписи населения 2020 года проживали следующие национальности (национальности менее 0,1 % и другое, см. в сноске к строке «Другие»):
| Национальность | Численность, чел. | Доля     |
| -------------- | ----------------- | -------- |
| Русские        | 7644              | 96,18 %  |
| Армяне         | 54                | 0,68 %   |
| Украинцы       | 41                | 0,52 %   |
| Узбеки         | 23                | 0,29 %   |
| Чеченцы        | 15                | 0,19 %   |
| Молдаване      | 15                | 0,19 %   |
| Другие         | 156               | 1,95 %   |
| Итого          | 7948              | 100,00 % |

## Административно-муниципальное устройство
Троснянский район в рамках административно-территориального устройства включает 8 сельсоветов.
В рамках организации местного самоуправления на территории района созданы 8 муниципальных образований со статусом сельских поселений:
| № | Муниципальное образование              | Административный центр  | Количество населённых пунктов | Население (чел.) | Площадь (км²) |
| - | -------------------------------------- | ----------------------- | ----------------------------- | ---------------- | ------------- |
| 1 | Воронецкое сельское поселение          | село Воронец            | 10                            | ↘703             | 80,50         |
| 2 | Жерновецкое сельское поселение         | деревня Нижнее Муханово | 10                            | ↘826             | 80,87         |
| 3 | Ломовецкое сельское поселение          | село Ломовец            | 3                             | ↘420             | 76,87         |
| 4 | Малахово-Слободское сельское поселение | посёлок Красноармейский | 9                             | ↘463             | 86,22         |
| 5 | Муравльское сельское поселение         | село Муравль            | 12                            | ↘466             | 63,70         |
| 6 | Никольское сельское поселение          | село Никольское         | 7                             | ↘1076            | 102,63        |
| 7 | Пенновское сельское поселение          | посёлок Рождественский  | 21                            | ↘518             | 122,88        |
| 8 | Троснянское сельское поселение         | село Тросна             | 24                            | ↘3267            | 148,12        |

## Населённые пункты
В Троснянском районе 96 населённых пунктов.
| №  | Населённый пункт    | Тип     | Население | Муниципальное образование              |
| -- | ------------------- | ------- | --------- | -------------------------------------- |
| 1  | Александровский     | посёлок | 10        | Муравльское сельское поселение         |
| 2  | Алмазовский         | посёлок | 4         | Муравльское сельское поселение         |
| 3  | Антоновка           | деревня | ↘98       | Жерновецкое сельское поселение         |
| 4  | Барково             | деревня | 83        | Троснянское сельское поселение         |
| 5  | Белый Немёд         | посёлок | 1         | Пенновское сельское поселение          |
| 6  | Берёзовка           | деревня | ↘295      | Никольское сельское поселение          |
| 7  | Бобрик              | посёлок | 1         | Никольское сельское поселение          |
| 8  | Бырдинка            | деревня | 1         | Пенновское сельское поселение          |
| 9  | Верхнее Муханово    | деревня | ↘86       | Троснянское сельское поселение         |
| 10 | Верхняя Морозиха    | деревня | 39        | Троснянское сельское поселение         |
| 11 | Ветренка            | деревня | 45        | Малахово-Слободское сельское поселение |
| 12 | Вечерняя Заря       | посёлок | 11        | Пенновское сельское поселение          |
| 13 | Воронец             | село    | ↘349      | Воронецкое сельское поселение          |
| 14 | Высокое             | село    | 12        | Пенновское сельское поселение          |
| 15 | Гнилец              | село    | ↘336      | Никольское сельское поселение          |
| 16 | Горчаково           | село    | ↘72       | Воронецкое сельское поселение          |
| 17 | Гранкино            | деревня | ↘121      | Троснянское сельское поселение         |
| 18 | Дегтярный           | посёлок | 1         | Муравльское сельское поселение         |
| 19 | Ефратово            | деревня | 87        | Троснянское сельское поселение         |
| 20 | Жерновец            | село    | ↗148      | Жерновецкое сельское поселение         |
| 21 | Жизло-Павлово       | деревня | ↘61       | Жерновецкое сельское поселение         |
| 22 | Змеёвка             | деревня | 10        | Пенновское сельское поселение          |
| 23 | Игинка              | деревня | 53        | Троснянское сельское поселение         |
| 24 | Измайлово           | деревня | 21        | Муравльское сельское поселение         |
| 25 | Ильино-Нагорное     | деревня | 31        | Троснянское сельское поселение         |
| 26 | Илюхинский          | посёлок | 7         | Пенновское сельское поселение          |
| 27 | Каменец             | деревня | ↘255      | Воронецкое сельское поселение          |
| 28 | Козловка            | деревня | 56        | Жерновецкое сельское поселение         |
| 29 | Козловка            | деревня | 39        | Троснянское сельское поселение         |
| 30 | Колычевский         | посёлок | ↘117      | Пенновское сельское поселение          |
| 31 | Корсаково           | деревня | 1         | Троснянское сельское поселение         |
| 32 | Крапивка            | деревня | 15        | Малахово-Слободское сельское поселение |
| 33 | Красавка            | деревня | ↘207      | Никольское сельское поселение          |
| 34 | Красноармейский     | посёлок | ↘350      | Малахово-Слободское сельское поселение |
| 35 | Красногорская       | деревня | 0         | Троснянское сельское поселение         |
| 36 | Краснопавловский    | посёлок | 45        | Никольское сельское поселение          |
| 37 | Красный Клин        | деревня | 22        | Пенновское сельское поселение          |
| 38 | Кулига              | посёлок | 1         | Воронецкое сельское поселение          |
| 39 | Лаврово             | деревня | 9         | Троснянское сельское поселение         |
| 40 | Ладарево            | деревня | ↘93       | Троснянское сельское поселение         |
| 41 | Ладаревские Выселки | деревня | 12        | Троснянское сельское поселение         |
| 42 | Ладыжино            | деревня | 16        | Жерновецкое сельское поселение         |
| 43 | Лебедиха            | деревня | ↘100      | Воронецкое сельское поселение          |
| 44 | Ломовец             | село    | ↘376      | Ломовецкое сельское поселение          |
| 45 | Лопухинка           | деревня | 39        | Малахово-Слободское сельское поселение |
| 46 | Лужок               | посёлок | 30        | Воронецкое сельское поселение          |
| 47 | Макеевский          | посёлок | 0         | Воронецкое сельское поселение          |
| 48 | Малахова Слобода    | село    | 32        | Малахово-Слободское сельское поселение |
| 49 | Малая Тросна        | деревня | ↘61       | Троснянское сельское поселение         |
| 50 | Масловка            | деревня | 56        | Муравльское сельское поселение         |
| 51 | Мишкинский          | посёлок | 5         | Муравльское сельское поселение         |
| 52 | Могилёвский         | посёлок | ↘74       | Муравльское сельское поселение         |
| 53 | Муравль             | село    | ↘316      | Муравльское сельское поселение         |
| 54 | Надежда             | хутор   | 4         | Воронецкое сельское поселение          |
| 55 | Нижнее Муханово     | деревня | ↗570      | Жерновецкое сельское поселение         |
| 56 | Нижняя Морозиха     | деревня | ↘139      | Троснянское сельское поселение         |
| 57 | Нижняя Слободка     | деревня | 21        | Жерновецкое сельское поселение         |
| 58 | Никольское          | село    | ↘542      | Никольское сельское поселение          |
| 59 | Новые Турьи         | деревня | ↘111      | Троснянское сельское поселение         |
| 60 | Обыдёнки            | деревня | 14        | Муравльское сельское поселение         |
| 61 | Павлово             | деревня | 35        | Малахово-Слободское сельское поселение |
| 62 | Пенно-Бырдино       | село    | 48        | Пенновское сельское поселение          |
| 63 | Пенно-Удельное      | село    | 14        | Пенновское сельское поселение          |
| 64 | Покровский          | посёлок | 7         | Пенновское сельское поселение          |
| 65 | Покровское          | деревня | 33        | Троснянское сельское поселение         |
| 66 | Похвистнево         | деревня | 14        | Ломовецкое сельское поселение          |
| 67 | Разновилье          | деревня | 1         | Троснянское сельское поселение         |
| 68 | Редогощь            | деревня | 31        | Пенновское сельское поселение          |
| 69 | Рождественский      | посёлок | ↘398      | Пенновское сельское поселение          |
| 70 | Рождественское      | село    | 56        | Пенновское сельское поселение          |
| 71 | Рудово              | деревня | 38        | Муравльское сельское поселение         |
| 72 | Саковнинки          | деревня | ↘76       | Троснянское сельское поселение         |
| 73 | Свапские Дворы      | деревня | 26        | Малахово-Слободское сельское поселение |
| 74 | Свобода             | посёлок | 24        | Жерновецкое сельское поселение         |
| 75 | Село                | посёлок | 10        | Воронецкое сельское поселение          |
| 76 | Слободка            | деревня | 14        | Пенновское сельское поселение          |
| 77 | Соборовка           | деревня | 36        | Никольское сельское поселение          |
| 78 | Соложёнки           | посёлок | 1         | Муравльское сельское поселение         |
| 79 | Сомово              | деревня | ↘222      | Троснянское сельское поселение         |
| 80 | Средняя Морозиха    | деревня | 40        | Троснянское сельское поселение         |
| 81 | Студенецкий         | посёлок | 16        | Пенновское сельское поселение          |
| 82 | Студенок            | село    | 39        | Пенновское сельское поселение          |
| 83 | Троицкий            | посёлок | 1         | Пенновское сельское поселение          |
| 84 | Тросна              | село    | ↘2530     | Троснянское сельское поселение         |
| 85 | Тугарино            | деревня | 13        | Жерновецкое сельское поселение         |
| 86 | Турейка             | деревня | ↘115      | Муравльское сельское поселение         |
| 87 | Турьи               | село    | ↘90       | Малахово-Слободское сельское поселение |
| 88 | Фроловка            | деревня | 17        | Пенновское сельское поселение          |
| 89 | Хитровка            | деревня | 39        | Троснянское сельское поселение         |
| 90 | Чермошное           | деревня | ↘372      | Малахово-Слободское сельское поселение |
| 91 | Чернодье            | деревня | 92        | Жерновецкое сельское поселение         |
| 92 | Чернь               | село    | ↘85       | Ломовецкое сельское поселение          |
| 93 | Чистые Бугры        | посёлок | 5         | Пенновское сельское поселение          |
| 94 | Чичирино            | деревня | 27        | Пенновское сельское поселение          |
| 95 | Шейка               | посёлок | 9         | Воронецкое сельское поселение          |
| 96 | Яковлево            | деревня | 11        | Троснянское сельское поселение         |

## Экономика
Сельское хозяйство района реорганизовано и имеет следующую структуру: ООО «Суворовское», ООО "СХП «Орловское», ООО «Агроинвест», ООО «Зареченское», ООО "Никольское, ООО «Эксима-Агро», ООО АК «Золото Черноземья», ООО «Элита», ООО "Слобода, ООО «Витол», ООО «Орелагропром» СП «Воронецкое», ФХ «Пешехонов Н. Л.», КХ «Пешехонов С. Л.», КХ Серяков С. В., КХ Юдин И. Н., ИП КФХ "Изхотов Л. В., ИП КФХ «Плахов И. Н.», ИП «Спасибин В. В.».
Промышленные предприятия представлены ООО «Промстройконструкция», МУЖКП Троснянского района, ОАО «Троснянский молочный завод» (закрыт, не действует), ООО «Троснянский кирпичный завод» (закрыт, не действует).
По отраслевой структуре до 80 % инвестиций направляются в реальную экономику, ведётся жилищное строительство. За последнее время введено в эксплуатацию 1500 кв.м. жилья. Реконструировано 18 км дорог, проложено 7 км газопровода.

## Транспорт
Через район проходит федеральная автодорога М2.

## Достопримечательности
В. В. Городцовым в верховьях реки Оки около села Воронец обнаружены курганы, принадлежавшие вятичам и погребальные коллективные урны в них, имеющие вид деревянных ящиков. Над ящиком в насыпи курганов были найдены детские погребения и трупосожжения.